# Antum

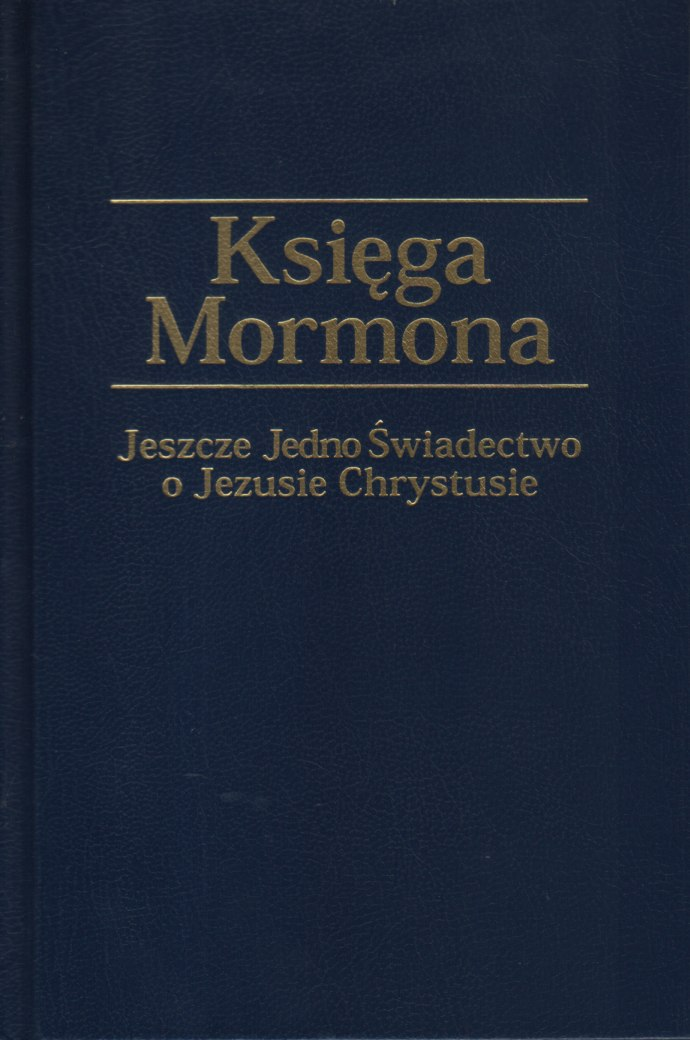
Księga Mormona, jedno z mormońskich pism świętych i jednocześnie źródło wzmianki o ziemi Antum

Antum (deseret 𐐈𐐤𐐓𐐊𐐣) – w wierzeniach ruchu świętych w dniach ostatnich (mormonów) jedna z ziem starożytnego kontynentu amerykańskiego. Leżała na północ tak od wąskiego pasa lądu, jak i od ziemi Spustoszenie. Leżało na niej wzgórze Szim, miejsce ukrycia świętych zapisów nefickich, jak również miasto Jaszon. Jest obiektem spekulacji mormońskich teologów, którzy wzmiankę o niej umieszczają na tak zwanych większych płytach Nefiego. Przewija się też w publikacjach krytycznych wobec tej tradycji religijnej, również w związku ze swą nazwą.

## Wymowa nazwy
Wymowa nazwy tego obszaru wzbudzała pewne zainteresowanie mormońskich badaczy. Została ona zresztą ujęta w przewodniku po wymowie, dołączanym do każdego egzemplarza anglojęzycznej wersji Księgi Mormona od 1981. Źródła wskazują generalnie niemniej na znaczną różnicę między wymową preferowaną i powszechną współcześnie, a tą z wczesnego okresu kolonizacji terytorium, jeżeli chodzi o wiele nazw i imion z Księgi Mormona. Nie ma takiej różnicy wszelako w przypadku ziemi Antum. Pierwotna wymowa, zwłaszcza ta stosowana przez Josepha Smitha, ma pewne znaczenie w badaniach nazw własnych występujących w Księdze Mormona, choć, na gruncie mormońskiej teologii, nie jest w nich czynnikiem decydującym. Do ustalenia wymowy używanej przez Smitha wykorzystuje się między innymi wydanie Księgi Mormona w alfabecie deseret z 1869.
Istnieją wszelako relacje ludzi posługujących w procesie nazywanym przez świętych w dniach ostatnich tłumaczeniem Księgi Mormona, które rzucają światło na to, jak Smith pierwotnie radził sobie z nieznanymi słowami. Hugh Nibley, powołując się na relacje skrybów Smitha, stwierdził, że nigdy nie wymawiał on takich słów, zawsze poprzestając na ich przeliterowaniu. Ściśle na gruncie mormońskiej teologii nie próbuje się dociekać pierwotnej, prawdopodobnie jeredyckiej wymowy tegoż słowa, podobnie jak nie prowadzi się takowych rozważań wobec słów i nazw nefickich czy lamanickich.
Również na gruncie mormońskiej teologii zauważa się inherentną problematyczność wymowy nazw i imion przynależnych do tej mormońskiej świętej księgi. Ma to wynikać z tego, że żadne z nich nie zostało przekazane Josephowi Smithowi ustnie, z wyjątkiem może imienia Moroniego, który wszak przedstawił się Smithowi w wizji. Z doktrynalnego punktu widzenia sposób, w jaki bohaterowie Księgi Mormona wypowiadali te słowa, pozostał nieznany pierwszemu mormońskiemu przywódcy.

## Umiejscowienie w tekście Księgi Mormona
W ściśle teologicznym sensie wzmiankowane jest w partii materiału określanej mianem większych płyt Nefiego. Na kartach oficjalnych edycji Księgi Mormona, w tym tej obowiązującej od 1981, pojawia się wprost wyłącznie w trzecim wersecie pierwszego rozdziału Księgi Mormona. Współcześnie używany system podziału na rozdziały i wersy sięga 1879. W jej pierwszym wydaniu bowiem, opublikowanym w 1830, wzmianka o ziemi Antum była częścią pierwszego rozdziału tej samej księgi. Ocenia się, że mówiący bezpośrednio o tej ziemi fragment został spisany 22 maja 1829.

## Umiejscowienie w wewnętrznej geografii Księgi Mormona
Z dostępnych zapisów można wyłuskać pewne informacje dotyczące jej umiejscowienia w wewnętrznej geografii mormońskiej świętej księgi. Na niej miało leżeć wzgórze Szim, miejsce ukrycia świętych zapisów nefickich, na niej też leżało miasto Jaszon. Komentatorzy wskazywali dalej, iż leżała na północ tak od wąskiego pasa lądu, jak i od ziemi Spustoszenie.

## W mormońskiej teologii oraz w badaniach nad Księgą Mormona
Istnienie ziemi Antum nie znalazło potwierdzenia w źródłach zewnętrznych. Językoznawcy związani z Kościołem Jezusa Chrystusa Świętych w Dniach Ostatnich rozważali etymologię nazwy tego obszaru. Wywodzili ją zasadniczo z języka egipskiego, pochodzenie akadyjskie uznając za mało prawdopodobne. W ściśle teologicznym sensie wskazywano na możliwe jeredyckie pochodzenie tego imienia. W ramach starań mających osadzić ją w kontekście amerykańskim spekulowano na temat Ameryki Środkowej, z leżącym na niej już wspominanym wzgórzem Szim sytuowanym gdzieś na terenie współczesnej Nikaragui. Przez badaczy niezwiązanych z mormonizmem Antum jest uznawane za jeden z punktów wyjścia do wszechstronnej krytyki tej tradycji religijnej. Wysuwa się w tym kontekście przypuszczenie, jakoby Antum miało wywodzić się w istocie od Antrim w stanie Pensylwania, zatem miejscowości w geograficznych ramach, z którymi Joseph Smith, twórca ruchu świętych w dniach ostatnich, musiał być zaznajomiony. Zarzut ten jest jednakże odrzucany przez mormońską apologetykę, która wskazuje, że zestawiane nazwy znacząco się od siebie różnią.
Wykorzystanie tej ziemi czy też jej nazwy w krytyce Księgi Mormona nie jest zjawiskiem nowym. Już Walter Franklin Prince w opublikowanym na łamach "American Journal of Psychology" artykule Psychological Tests for the Authorship of the Book of Mormon (1917) umieszczał ją w analizie czynników środowiskowych, które jego zdaniem wpłynęły na stworzenie mormońskiej świętej księgi. Wskazywał tu zwłaszcza na wpływy masonerii oraz politycznej aktywności antymasońskiej, aspektów jednocześnie obecnych w środowisku Josepha Smitha w czasie, w którym ten tekst był opracowywany i przygotowywany do druku.